# Die Farbe aus dem All (Film)
Die Farbe aus dem All (Originaltitel Color Out of Space) ist ein Science-Fiction-Horrorfilm von Richard Stanley, der im September 2019 im Rahmen des Toronto International Film Festivals seine Premiere feierte und am 24. Januar 2020 in die US-Kinos kam. Der Film basiert auf der Kurzgeschichte Die Farbe aus dem All von H. P. Lovecraft.

## Handlung
Der junge Hydrologe Ward erzählt die Geschichte als Rückblende. Er traf auf die Familie Gardner und ihre Farm, als er das Land für einen neuen Stausee vermessen sollte.
Die Familie Gardner zieht auf den abgelegenen Bauernhof von Nathans Vater in den Wäldern New Englands, um der Hektik des 21. Jahrhunderts zu entfliehen. Sie sind gerade dabei, sich an ihr neues Leben anzupassen, als ein Meteorit neben dem Brunnen in ihren Vorgarten stürzt. Bei einem Gewitter in der folgenden Nacht schlägt der Blitz mehrfach in den Aerolith ein, am nächsten Tag ist er spurlos verschwunden. In den folgenden Tagen erscheinen fremdartige Gewächse und Insekten rund um den Brunnen. Das Obst und Gemüse von Nathan wächst zu erstaunlicher Größe, stellt sich aber als ungenießbar heraus. Als sich Nathans Frau Theresa beim Gemüseschneiden zwei Finger abschneidet, fährt Nathan mit ihr ins eine Stunde entfernte Krankenhaus nach Arkham. Die drei Kinder Lavinia, Benny und Jack bleiben auf dem Hof. Der jüngste Sohn Jack steht oft im Vorgarten, weil er sich mit „dem Mann im Brunnen“ unterhält. Weitere mysteriöse Vorfälle zeigen, dass das Land und die Eigenschaften der Raum-Zeit mit einer seltsamen, „jenseitigen“ Farbe infiziert sind. Mobilfunk- und Fernsehempfang sind gestört. Auf dem Rückweg aus dem Krankenhaus überfahren Nathan und Theresa fast die entsetzlich mutierte Katze ihres Nachbarn Ezra. In der folgenden Nacht findet Nathan seine kleine Herde Alpakas ebenfalls von der fremden Kraft mutiert vor. Die Kraft stürzt sich auf Theresa und Jack und verschmilzt die beiden zu einer grauen Kreatur, die die Familie in der Dachkammer einsperrt. Nathan will mit dem Auto Hilfe holen, es springt aber nicht mehr an. Nun sieht er, dass sich die Bäume um den Brunnen auch ohne Wind bewegen und mit ihren Ästen in den Himmel zu greifen scheinen.
Ward hat das Wasser untersucht und beschwört Nathan, nicht mehr aus ihrem Brunnen zu trinken. Nathan steht aber bereits unter der fremden Macht, ist dem Wahnsinn nahe und ignoriert die Warnung. Er erschießt die mutierten Alpakas, bringt es aber nicht übers Herz den Theresa-Jack-Mutanten in der Dachkammer ebenfalls zu erschießen. Als Lavinia und Benny den Hof mit Lavinias Pferd verlassen wollen, geht dieses durch und rennt weg. Benny hört seinen verschwundenen Hund im Brunnen und steigt gegen Lavinias Rat hinab, um ihn zu holen. Er wird aber von der Kraft erfasst und aufgelöst. Nathan, ungerührt vom Schicksal seines Sohnes, zerrt seine schreiende Tochter ins Haus und sperrt sie in die Dachkammer. Dort wird sie von dem Theresa-Jack-Mutanten, der jetzt ebenfalls in der Farbe aus dem All leuchtet, angegriffen.
Ward macht sich Sorgen um Lavinia und fährt mit dem Sheriff auf den Hof. Der völlig verwirrte Nathan behauptet, seine ganze Familie sei doch im Wohnzimmer. Als sie Lavinia von oben schreien hören, treten sie die Tür zur Dachkammer ein. Die beiden Besucher sind entsetzt von der Kreatur und es ist schließlich Nathan, der seine Frau erschießt. Vor der Tür will Nathan auf die Farbe schießen, die aus dem Brunnen aufsteigt. Der Sheriff erschießt Nathan, weil er glaubt, dieser würde auf Ward zielen. Lavinia, nun ebenfalls unter dem Einfluss der Kraft, weigert sich mitzukommen, als Ward und der Sheriff nach dem Nachbarn Ezra schauen wollen. Den Nachbarn finden sie tot und den Körper eingefallen vor, bevor dieser sich in die fremde Farbe auflöst. Auf dem Weg zurück zum Haus der Gardners wird der Sheriff von den Ästen eines Baums gepackt und getötet. Lavinia steht vor dem Brunnen, aus dem die Kraft jetzt in den Himmel aufsteigt. Sie greift Ward an, der ins Haus fliehen kann, bevor auch sie sich auflöst. Im Haus trifft Ward auf Nathan, der eigentlich tot sein müsste. Er flieht vor ihm in den Weinkeller unter dem Haus. Nachdem die Kraft mit einer Explosion zurück ins All verschwunden ist, kann Ward sich aus dem Keller befreien. Der gesamte Hof ist weg und hat sich in graue Asche verwandelt. Nur die Mauern des alten Brunnens sind stehen geblieben.
Im Epilog steht Ward auf der Mauer des inzwischen gebauten Stausees und erzählt, dass er einer der letzten ist, die noch von diesen „seltsamen Tagen“ berichten können. Er sei froh, dass die „verfluchte Heide“ nun unter dem Wasser begraben sei. Bevor der Abspann beginnt, sieht man eines der mutierten Insekten durch das Bild fliegen.

## Literarische Vorlage
Der Film basiert auf der Kurzgeschichte Die Farbe aus dem All (Originaltitel The Colour Out of Space) von H. P. Lovecraft, die 1927 veröffentlicht wurde. Diese ist aus der Sicht eines Ich-Erzählers geschrieben. Der Landvermesser aus Boston prüft ein Heidegebiet für den Bau eines Stausees als neues Wasserreservoir für die Stadt Arkham. Während Lovecrafts Geschichte in den 1880er Jahren spielt, ist die Handlung des Films in die Gegenwart verlegt.

## Produktion

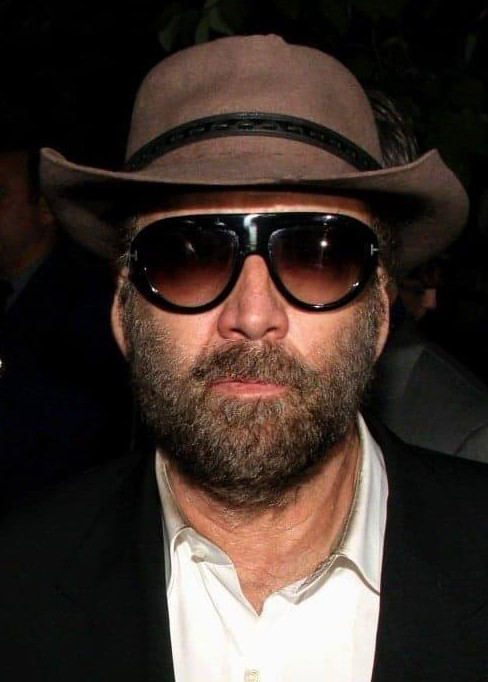
Nicolas Cage bei der Premiere des Films beim Toronto International Film Festival

Regie führte Richard Stanley, der auch Lovecrafts Kurzgeschichte gemeinsam mit Scarlett Amaris für den Film adaptierte. Es handelt sich nach DNA – Die Insel des Dr. Moreau aus dem Jahr 1996 um den ersten Spielfilm, bei dem Stanley wieder Regie führte. Damals war Stanley gefeuert und durch John Frankenheimer ersetzt worden.
In den Hauptrollen sind Nicolas Cage, Tommy Chong, Joely Richardson und die in Deutschland geborene US-Schauspielerin Q’orianka Kilcher zu sehen.
Die deutsche Synchronisation entstand nach der Dialogregie von Heinz Burghardt im Auftrag der Think Global Media GmbH, Berlin. Martin Keßler spricht in der deutschen Fassung Nathan Gardner.
Gedreht wurde von Ende Januar bis Anfang März 2019 auf dem Gelände der Nova Medical School auf dem Campo Mártires da Pátria und in der Casa do Artista in Portugals Hauptstadt Lissabon. Als Kameramann fungierte Steve Annis.
Die Filmmusik komponierte der kanadische Jazzmusiker Colin Stetson. Das Soundtrack-Album, das insgesamt 13 Musikstücke umfasst, wurde am 24. Januar 2020 von Milan Records als Download und am 7. Februar 2020 als CD veröffentlicht.
Der Film feierte am 7. September 2019 im Rahmen des Toronto International Film Festivals seine Premiere, wo er in der Sektion Midnight Madness gezeigt wurde. Ebenfalls im September 2019 wurde er beim Fantastic Fest in Austin vorgestellt. Anfang Oktober 2019 wurde er beim London Film Festival gezeigt. Ein Kinostart in den USA erfolgte am 24. Januar 2020, in Deutschland am 5. März 2020.

## Rezeption

### Altersfreigabe
In Deutschland wurde der Film von der FSK ab 16 Jahren freigegeben. In der Freigabebegründung heißt es, die Geschichte werde überwiegend ruhig erzählt und baue Spannung und Schrecken erst langsam auf, wobei insbesondere die intensive Farb- und Lichtgestaltung zentral ist. Je weiter die Handlung fortschreite, desto mehr drastische Splatter-Elemente kämen ins Spiel. Diese grausamen Bilder und die Atmosphäre von Wahnsinn und Untergang könnten Kinder und Jugendliche unter 16 Jahren überfordern.

### Kritiken
Der Film konnte bislang 86 Prozent aller Kritiker bei Rotten Tomatoes überzeugen. Auf Metacritic erhielt der Film einen Metascore von 70 von 100 möglichen Punkten.
Michael Meyns von der Gilde deutscher Filmkunsttheater schreibt, während H. P. Lovecraft in seiner Geschichte Ursprünge und Effekte des Meteoriten und vor allem der Farben vage halte, müsse Kultregisseur Richard Stanley sie im weit weniger für Ambivalenz geeigneten filmischen Medium visualisieren: „Mit zunehmender Dauer entwickelt sich seine Version von Die Farbe aus dem All dadurch zu einem reinen Farbenspiel. Fluoreszierende, halluzinogene, psychedelische Farbspiele wabern über die Leinwand und lassen die Welt und die in ihr verbliebenen Menschen zerfließen.“

### Auszeichnungen
Fantastic Fest 2019
- Auszeichnung als Bester Film in der Sektion Horror Features (Richard Stanley)[11]

Saturn Awards 2021
- Nominierung als Bester Independentfilm

Sitges Film Festival 2019
- Nominierung als Bester Film im Official Fantàstic Competition (Richard Stanley)[12]